# Nagib Baaclini

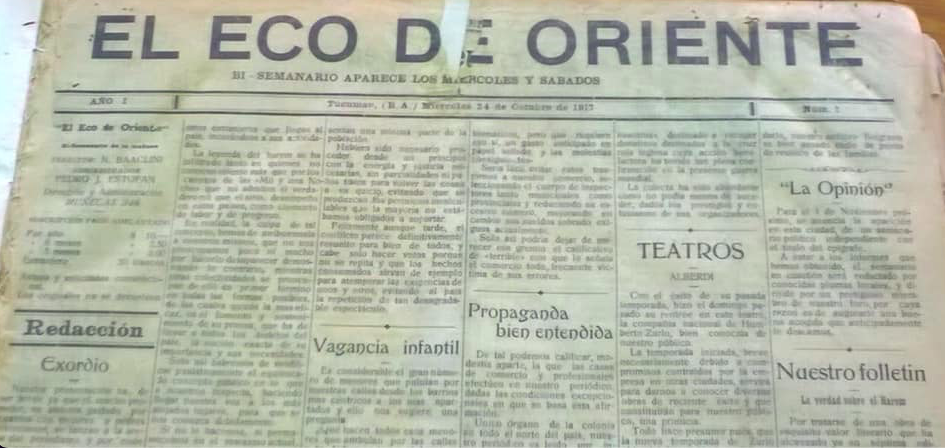
Primera edición de El Eco de Oriente.

Nagib Baaclini (Zahlé, Líbano, 21 de diciembre de 1882 - San Miguel de Tucumán, Argentina, 21 de enero de 1963) fue un periodista libanés de trayectoria en Argentina.

## Biografía
Nació en una familia melquita. Se educó en la Universidad Saint Joseph, de los jesuitas, en Beirut, y emigró a Argentina a fines del siglo XIX. Se radicó en Catamarca. Allí se vinculó con los medios comerciales y culturales, gracias a su conocimiento de idiomas. Llegó a hacer amistad con Joaquín V. González, a quien visitaba en su casa de Samay Huasi.
En 1905, se estableció en Tucumán, donde fue miembro fundador de la Asociación Libanesa y de la Sociedad Sirio Libanesa.

## Trayectoria
Fundó un periódico, El eco de Oriente, que apareció 41 años, el primero de América editado en castellano y en árabe. Su colección fue donada a la Universidad Jesuita de Beirut, a pedido de su rectorado, para ser colocado en la biblioteca de la Casa. 
En 1946, fue adscripto a la Secretaría de Prensa de la Presidencia de la Nación y, en 1955, designado por el presidente Juan Domingo Perón como agregado cultural ante las naciones de habla árabe, hasta el derrocamiento de éste, durante el cual permaneció exiliado en Beirut hasta 1959.